# Милутин Мића Стојановић
Милутин Мића Стојановић (Богдање код Трстеника, 1935 — Богдање, 13. јул 2020) био је српски хармоникаш, композитор и певач. Најпознатије песме које је написао јесу: Хармонико моја, Зарасле су стазе моје, У ранама срце моје.

## Биографија
Рођен је 1935. године у селу Богдање код Трстеника. Прву хармонику добио је за десети рођендан, а само три године касније компоновао је прву песму "Крај Мораве на обали". Касније су настале песме Хармонико моја, Зарасле су стазе моје, Воденичар на Морави и многе друге. Један је од оснивача такмичења хармоникаша у Соко Бањи, 1962. године, које данас представља најпрестижније такмичење у хармоници код нас. Добитник је бројних награда и признања за свој композиторски рад, међу којима је и Златна птица Југотона за милион продатих плоча. У оквиру манифестације "Трстеник на Морави", 2016. године додељена му је награда "Најморавац".

## Стваралаштво
- Хармонико моја
- Зарасле су стазе моје
- У ранама срце моје
- Воденичар на Морави
- Крај Мораве на обали
- Девојачка туга
- Док Морава хладна тече
- Шумадија мој је крај
- Што је диван овај крај
- Ој, младости, зелена ливадо
- Стара хармоника
- Много снова, много нада
- Растасмо се давно
- Како да те заборавим
- Комшинице преко пута